# ويندي وود (عالمة نفس)
ويندي وود هي أخصائية نفسية ولدت في المملكة المتحدة، وهي أستاذة جامعية في علم النفس والأعمال بجامعة  كاليفورنيا الجنوبية، حيث كانت عضوًا في هيئة التدريس منذ عام 2009. وهي أيضًا أستاذة زائرة متميزة في كلية إنسياد للأعمال في باريس.  شغلت سابقًا منصب نائب عميد العلوم الاجتماعية في كلية دورنسيف بجامعة كاليفورنيا الجنوبية. مساهماتها البحثية الأساسية هي في العادات وتغيير السلوك إلى جانب علم نفس الجنس.
وهي مؤلفة كتاب العلوم الشهير "عادات جيدة وعادات سيئة"، الذي صدر في أكتوبر 2019.